# دمشقية (تبريز)
دمشقية (الفارسية: دمشقیه) هو حي تاريخي قديم في تبريز. ويشار إليها أيضًا من الأذربيجانيين المحليين باسم جوموشكايا (الأذرية الجنوبية: گوموش‌قیه) الذين يزعمون أن الاسم السابق هو النسخة الفارسية لهذا الاسم. الحي حاليًّا جزء من المنطقة الثامنة في تبريز. يحده نهر مهرانه من الشمال والشرق.وشارع بهشتي في الغرب، وزقاق قره باغي في الجنوب.

## التاريخ
تشكلّ الحي حول المدرسة الدمشقية التي أسستها بغداد خاتون تكريمًا لأخيها الإلخاني دمشق خواجة. اهتمّت المدرسة بالخط العربي والفارسي حيث اهتم فيه عبد الله الصيرفي الذي عمل أيضًا في مسجد المعلم والطالب. كانت المدرسة تقع بجوار المقبرة التي دفن فيها عدد من حكام الدولة الجوبانية والدولة الجلائرية:
1. حسن كوجك
2. الملك الأشرف
3. دمشق خواجة
4. الشيخ حسن الجلائري الثاني
5. الشيخ حسين الجلائري
6. أحمد جلاير (ووالدته أيضًا)
7. تندو خاتون
8. شاه ولد الجلائري (ت. 1411)
9. على الدولة جلاير

دمّر النظام البهلوي المقبرة في سبعينيات القرن الماضي في محاولته إبعاد إيران عن المحيط الإسلامي على غرار الحركة التي حدثّت في تركيا؛ إلا أن الإيرانيين أعادوا بناء مدرسة الزهراء الثانوية للبنات في مكانها في عام 1978 لتكون ذكرى، كما اهتمّت فيها الحكومة الإيرانية الإسلامية التي جاءَت عقب الثورة الإسلامية في إيران.